# Viola prionantha
Viola prionantha är en violväxtart. Viola prionantha ingår i släktet violer, och familjen violväxter.

## Underarter
Arten delas in i följande underarter:
- V. p. confusa
- V. p. jaunsariensis
- V. p. prionantha

## Bildgalleri

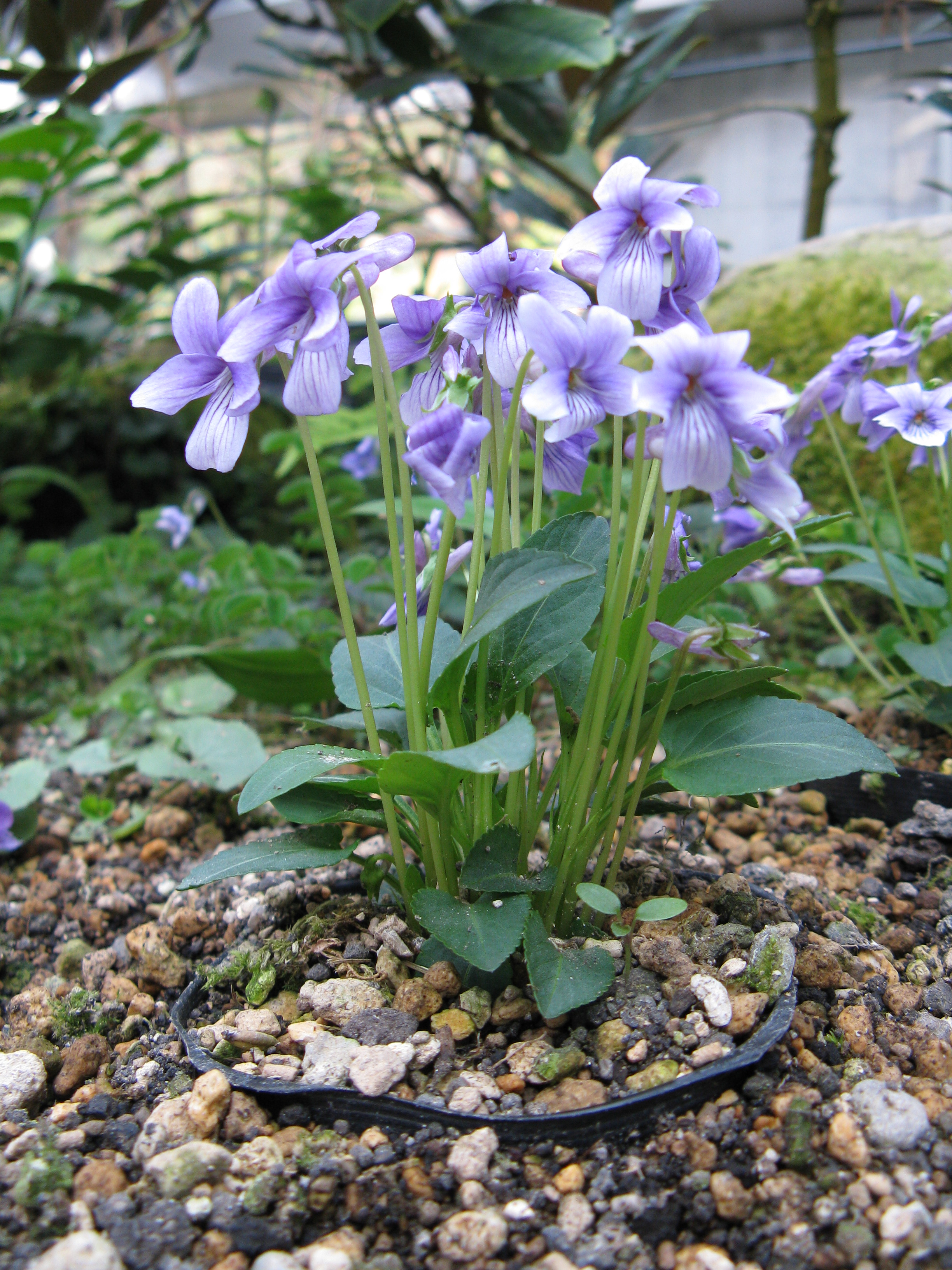